# Pukao
Pukao je šeširolika struktura na vrhu glava nekih moaija s Uskršnjeg otoka izrađene od crvenkaste stijene. Ove strukture nisu predstavljali šešire, već čvor kose vezan oko glave.
Ovi su pukao dodani u kasnijoj fazi u povijesti izrade moaija i postavljani su samo na najveće moaije na najvažnijim ahuu. Ukupno je pronađeno manje od 100 pukaoa, a njih 30 još uvijek je ostalo u kamenolomu Puna Pau ili u blizini. Ono oko čega se povjesničari općenito slažu jest da su pukao dodani tijekom plemenskih suparništava u nastojanju da se ahu učini impresivnijim i razrađenijim.
Stijena koja se koristi za pukao je crvena scoria koja je nastala iz kamenoloma izgrađenog unutar malog kratera ugašenog vulkana Puna Pau. Iako je ova vrsta stijene porozna i nije prikladna za skulpture, poznato je da je 20 malih statua (uključujući Tukuturi) isklesano u crvenoj stijeni odavde.
Crvena scoria ili hani hani, kako je poznata na jeziku Rapanui, vrsta je vulkanskog pepela velike poroznosti i slabe tvrdoće, koja pokazuje crvenkastu boju zbog željeznog oksida prisutnog u svom sastavu.